# Cornelius Bennett
Cornelius O'Landa Bennett (Birmingham, 25 agosto 1965) è un ex giocatore di football americano statunitense che ha giocato nel ruolo di linebacker nella National Football League (NFL). Fu scelto come secondo assoluto del Draft NFL 1987 dagli Indianapolis Colts. Al college ha giocato a football all'Università dell'Alabama.

## Carriera professionistica
Bennett fu scelto come secondo assoluto del Draft 1987 dagli Indianapolis Colts. Le due parti non riuscirono però a giungere a un accordo per un contratto, così Bennett fu coinvolto in uno scambio a tre tra Colts, Buffalo Bills e Los Angeles Rams che includeva anche i running back Eric Dickerson e Greg Bell. Quest'operazione fu definita "lo scambio del decennio" dal New York Times.
Nella NFL, il talento di Bennett nel ruolo di outside linebacker sinistro contribuì a fargli raggiungere 5 Super Bowl (4 con Buffalo e 1 con Atlanta), perdendoli tutti. In 14 stagioni da professionista mise a segno 71½ sack, 7 intercetti, 27 fumble recuperati e segnò 3 touchdown. Quei 27 fumble recuperati erano il terzo maggior risultato della storia della lega al momento del ritiro.

## Palmarès
- (5) Pro Bowl (1988, 1990, 1991, 1992, 1993)
- (3) All-Pro (1988, 1991, 1992)
- Lombardi Award (1986)
- PFWA All-Rookie Team - 1987
- Formazione ideale della NFL degli anni 1990
- Formazione ideale del 50º anniversario dei Buffalo Bills
- College Football Hall of Fame

## Statistiche
| Tackle     | 1.190 |
| Sack       | 71,5  |
| Intercetti | 7     |